# Big6 European Football League 2016
Die Big6 European Football League 2016 war die 3. Saison der Big6 European Football League. Sie begann am 9. April 2016 mit den Gruppenspielen und endete am 11. Juni 2016 mit dem Eurobowl XXX.

## Teilnehmer
In der Big6 2016 wurde im Vergleich zur Vorsaison das Team Flash de La Courneuve durch die Aix-en-Provence Argonautes ersetzt. Damit waren wieder drei Teams aus Deutschland, zwei aus Österreich und eines aus Frankreich im Teilnehmerfeld. Für die Argonautes war es die erste Teilnahme an der Big6. Die Berlin Adler, New Yorker Lions Braunschweig, Vienna Vikings und Swarco Raiders Tirol waren als Gründungsmitglieder zum dritten Mal dabei. Für den amtierenden Vizemeister Schwäbisch Hall Unicorns war es die zweite Teilnahme. Alle sechs Teilnehmer standen in der Vergangenheit bereits im Eurobowl.
- Aix-en-Provence Argonautes
- Berlin Adler
- New Yorker Lions Braunschweig
- Schwäbisch Hall Unicorns
- Swarco Raiders Tirol
- Vienna Vikings

## Modus
Zunächst war eine Änderung des Spielmodus geplant. Um die Anzahl der Spiele zu erhöhen, sollten ursprünglich zusätzlich Halbfinalpartien ausgetragen werden. Mit der Streichung des Halbfinales blieb der Modus zu den Vorjahren unverändert. Nach der Gruppenphase spielten die beiden Gruppensieger den Eurobowl XXX aus.

## Gruppenphase

### Gruppe A
Die Argonautes waren kurz vor der Saison in finanzielle Schwierigkeiten geraten, da der Sponsor eine vereinbarte Zahlung nicht geleistet hatte. Zudem verloren sie mit Anthony Dablé, der in die NFL zu den New York Giants wechselte, einen Topstar, der erst kurz zuvor von Braunschweig nach Aix geholt wurde. Dies schlug sich in der sportlichen Leistung nieder und letztlich war das Spiel in Braunschweig, dass beinahe abgesagt worden wäre nur noch statistischer Natur, nachdem sich die Lions bereits gegen Wien durchgesetzt hatten und damit zum dritten Mal in Folge den Eurobowl erreichten.
|    | Verein                        | Sp | Punkte | TD    | Diff. |
| -- | ----------------------------- | -- | ------ | ----- | ----- |
| 1. | New Yorker Lions Braunschweig | 2  | 4:0    | 74:14 | +60   |
| 2. | Vienna Vikings                | 2  | 2:2    | 56:21 | +35   |
| 3. | Aix-en-Provence Argonautes    | 2  | 0:4    | 0:95  | −95   |

|                                    |                                    | {{{Spiel}}}                |        |                |  |                                          |
| Aix-en-Provence 9. April 18:00 Uhr |                                    | Aix-en-Provence Argonautes | 0 : 42 | Vienna Vikings |  | Stade Georges-Carcassonne Zuschauer: 500 |
| Aix-en-Provence 9. April 18:00 Uhr | (0:7, 0:7, 0:21, 0:7) Spielbericht | Aix-en-Provence Argonautes |        | Vienna Vikings |  | Stade Georges-Carcassonne Zuschauer: 500 |

|                                      |                                   | {{{Spiel}}}    |         |                               |  |                            |
| Wien-Floridsdorf 24. April 15:00 Uhr |                                   | Vienna Vikings | 14 : 21 | New Yorker Lions Braunschweig |  | FAC-Platz Zuschauer: 2.300 |
| Wien-Floridsdorf 24. April 15:00 Uhr | (7:7, 0:0, 0:7, 7:7) Spielbericht | Vienna Vikings |         | New Yorker Lions Braunschweig |  | FAC-Platz Zuschauer: 2.300 |

|                               |                                      | {{{Spiel}}}                   |        |                            |  |                                    |
| Braunschweig 7. Mai 18:00 Uhr |                                      | New Yorker Lions Braunschweig | 53 : 0 | Aix-en-Provence Argonautes |  | Eintracht-Stadion Zuschauer: 3.400 |
| Braunschweig 7. Mai 18:00 Uhr | (22:0, 14:0, 10:0, 7:0) Spielbericht | New Yorker Lions Braunschweig |        | Aix-en-Provence Argonautes |  | Eintracht-Stadion Zuschauer: 3.400 |

### Gruppe B
Die Berlin Adler waren wie erwartet in ihren beiden Spielen absolut chancenlos, so dass es letztlich zum „Halbfinale“ Tirol gegen Schwäbisch Hall kam. Hierbei zeigte sich allerdings, dass die Haller Offense durch die Abgänge von Moritz Böhringer und Patrick Donahue (NFL) sowie Felix Brenner (Karriereende) zu stark geschwächt war und trotz einer guten Defensivleistung war letztlich Tirol das klar bessere Team und zog somit ins Finale ein.
|    | Verein                   | Sp | Punkte | TD    | Diff. |
| -- | ------------------------ | -- | ------ | ----- | ----- |
| 1. | Swarco Raiders Tirol     | 2  | 4:0    | 92:0  | +92   |
| 2. | Schwäbisch Hall Unicorns | 2  | 2:2    | 28:34 | −6    |
| 3. | Berlin Adler             | 2  | 0:4    | 0:86  | −86   |

|                            |                                       | {{{Spiel}}}  |        |                      |  |                              |
| Berlin 24. April 15:00 Uhr |                                       | Berlin Adler | 0 : 58 | Swarco Raiders Tirol |  | Poststadion Zuschauer: 2.411 |
| Berlin 24. April 15:00 Uhr | (0:20, 0:14, 0:10, 0:14) Spielbericht | Berlin Adler |        | Swarco Raiders Tirol |  | Poststadion Zuschauer: 2.411 |

|                                     |                                    | {{{Spiel}}}              |        |              |  |                                   |
| Schwäbisch Hall 30. April 17:00 Uhr |                                    | Schwäbisch Hall Unicorns | 28 : 0 | Berlin Adler |  | Optima Sportpark Zuschauer: 1.400 |
| Schwäbisch Hall 30. April 17:00 Uhr | (14:0, 7:0, 0:0, 7:0) Spielbericht | Schwäbisch Hall Unicorns |        | Berlin Adler |  | Optima Sportpark Zuschauer: 1.400 |

|                            |                                     | {{{Spiel}}}          |        |                          |  |                                       |
| Innsbruck 7. Mai 18:15 Uhr |                                     | Swarco Raiders Tirol | 34 : 0 | Schwäbisch Hall Unicorns |  | Tivoli Stadion Tirol Zuschauer: 3.218 |
| Innsbruck 7. Mai 18:15 Uhr | (17:0, 7:0, 0:0, 10:0) Spielbericht | Swarco Raiders Tirol |        | Schwäbisch Hall Unicorns |  | Tivoli Stadion Tirol Zuschauer: 3.218 |

## Eurobowl
Der Eurobowl XXX fand am 11. Juni 2016 in Innsbruck statt. Erstmals seit Einführung der Big6 zur Saison 2014 wurde das Finale nicht zwischen zwei deutschen Mannschaften ausgetragen.
|                                   |                                    | Eurobowl XXX         |         |                               |  |                                       |
| Innsbruck 11. Juni 2016 17:30 Uhr |                                    | Swarco Raiders Tirol | 21 : 35 | New Yorker Lions Braunschweig |  | Tivoli Stadion Tirol Zuschauer: 4.853 |
| Innsbruck 11. Juni 2016 17:30 Uhr | (7:7, 7:7, 0:14, 7:7) Spielbericht | Swarco Raiders Tirol |         | New Yorker Lions Braunschweig |  | Tivoli Stadion Tirol Zuschauer: 4.853 |